# إثبات ما ليس منه بد لمن أراد الوقوف على حقيقة الدينار والدرهم والصاع والمد
إثبات ما ليس منه بُدّ لمن أراد الوقوف على حقيقة الدينار والدرهم والصاع والمُد هو كتاب فقهي يتضمن تفاصيل المكاييل والموازين والنقود ومقاديرها، لما لها من أهمية في المعاملات والمعايش، وارتباط المقادير الشرعية بالمعاملات، مثل تحديد مقادير النصاب في الزكاة، بما في ذلك اختلاف المقادير والموازين المستعملة باختلاف الأزمنة والأمكنة. مؤلف الكتاب أبو العباس العزفي (557 هـ / 633 هـ).

## نبذة عن الكتاب
يعد الكتاب من المؤلفات الفقهية، فهو يشرح الموازين والمكاييل الشرعية، ويتناول تحديد الأوزان والمكاييل والنقود، لأهميتها في المعايش وفي المعاملات الشرعية، وما يتعلق منها بتقدير النصب الشرعية وخصوصا مقادير زكاة المال. وقد حاول مؤلفه من خلاله توضيح المبهمات وحل المشكلات المرتبطة بعملية الصرف والمعاملات النقدية. ويتضمن الكتاب الأوزان الشرعية: الدرهم الفضي، والدينار الذهبي، والمكاييل الشرعية: الصاع والمد.

## محتوى الكتاب
يحتوي الكتاب على ثمان وثلاثين فصلا، يذكر المؤلف من خلالها المكاييل الشرعية والموازين، والنقود الإسلامية وتاريخها وأوزانها وما ورد فيها من أقوال العلماء، ثم خصص شطرا منها لما يتعلق بأسماء المكاييل والموازين وتفسير ألفاظها وأجزائها ومقاديرها، بالإضافة إلى موضوع سك العملة، وشرعية التعامل التجاري مع غير المسلمين.

## وصلات خارجية
- موقع الوراق
- خزانة التراث العربي